# 匿名服务列表
这是一个按照字母排序的洋葱网络上的匿名服务列表。其中大多数被认为是暗网服务。不再运营的项目已被标记。

## 按种类划分的匿名服务

### 文化
- Deep Web Radio - 世界音乐电台。[1]

### 文件存储
- Free Haven - 分布式匿名文件存储系统，专注于数据的持续可获得性。MIT学生对该项目的工作促使DARPA参与到了Tor的开发中。[2][3][4]
- Freedom Hosting （已废弃） - 前最大的Tor网络服务商，其运营/拥有者在2013年八月被捕。[5][6]
- TorPages - 静态HTML/文本主机服务。[7][8]

### 金融
- BitBlender, 一个流行的加密电子货币混合交易站点。在2014年十月被駭客入侵，但仍然运营，并保证通过降低交易费用偿还被盗的比特币。[9][10]
- Bitcoin Fog
- Blockchain.info
- 匿名资助伊斯兰恐怖主义 - 自从2013年起就有站点称用比特币向伊斯兰恐怖主义捐款。[11]
- Helix

### 匿名服务的资讯
- All You're Wiki[12][13]
- 匿名维基
- Tor Links - 早期就存在的静态的洋葱网络链接索引。[14][15]

### 邮件和即时通讯
- Bitmessage.ch
- Lelantos, 个人加密邮件服务商。[16][17]
- Riseup
- Tor Mail （已废弃）
- TorChat

### PGP密钥服务器
- SKS OpenPGP 公钥服务器（页面存档备份，存于）[18]

### 商业
- Assassination market
- Agora （已废弃）
- Atlantis （已废弃）
- AlphaBay（已废弃）
- Babylon, 意大利语的暗网市场，2015年八月关闭。[19]
- Black Market Reloaded （已废弃）
- C'thulhu - 杀手组织，声称提供包括强奸、致残、炸弹袭击、谋杀在内的服务，由前法国外籍军团成员实施。[20][21]
- 梦想市集
- Evolution （已废弃）
- Hitman network, 杀手雇佣网站。[22]
- The Farmer's Market （已废弃）
- Sheep Marketplace （已废弃）
- 絲路 (購物網站) (已废弃)
- TheRealDeal
- Utopia （已废弃）

### 新闻，举报
- BuggedPlanet
- DeepDotWeb
- Doxbin （已废弃）
- Filtrala, 西班牙语举报网站，由Associated Whistleblowing Press运营。
- GlobaLeaks
- Independent Media Center
- The Intercept
- Ljost, 冰岛语举报网站，由Associated Whistleblowing Press运营。
- NawaatLeaks, 阿拉伯语举报网站，由 Nawaat运营。
- ProPublica
- 维基解密

### 非营利组织
- Courage Foundation
- Freedom of the Press Foundation
- La Quadrature du Net[23]

### 色情
- Cruel Onion Wiki - 匿名维基。提供虐杀动物和性虐内容。[24]
- 蘿莉塔之城 （已废弃）
- Pink Meth - 匿名维基。提供色情报复内容，[25]在Onymous行动中关闭，[26]仅留下未来回归的声明。[27][28]

### 搜索引擎
- Ahmia, 匿名服务搜索。
- DuckDuckGo
- Grams
- Onion Link, 净网搜索引擎。通过自己的Tor2web服务提供直接的.onion访问。[29][30]
- Sci-Hub, 绕开paywall直接获取科学和学术论文。[31]
- 海盗湾[32]
- TORCH, 匿名服务搜索引擎。[33]
- TorSearch, 第一个匿名服务搜索引擎，建立于2013年十月。通过抓取匿名维基上的链接提供搜索服务。[34][35]

### 社交媒体和论坛
- 8chan
- Chinese dark web - 为数不多的普通话网络论坛。2014年十月成立。该论坛鼓励比特币的交易和自由讨论。[36]该站点大部分信息是关于合法行为的，但有关于简易爆炸装置的讨论。[37]
- Darkode
- Facebook[38]
- HackBB (defunct)
- Hell, 著名的网络犯罪和诈骗论坛。2015年七月因黑客攻击暂时关闭了两周。[39][40]2016年初重启。[41]
- The Hub
- TorBook - 社交网络。[42]
- Tor Carding Forum （已废弃）
- Russian Anonymous Marketplace

## 相关
- Tor 软件
- .onion
- SecureDrop, 记者和线人之间的加密交流平台。初始版本为纽约客的Strongbox。[43][44][45]
- Tor2web, 可通过明网访问洋葱网络。